# اعتباردهی خرد
اعتباردهی خرد (انگلیسی: Microcredit) به وام‌های کوچکی گفته می‌شود که اغلب به شیوه‌ای مشترک با سایر وام‌های مشابه بیان می‌شود.
- Micropatronage (وام حمایتی خرد): به وامی که مستقیماً به افراد جهت پروژه‌های خاص داده می‌شود، می‌گویند.
- Microfinance (تأمین مالی خرد): به خدمات مالی به افراد فقیر گفته می‌شود.
- Micropayment (پرداخت کوچک): به پرداخت‌های مالی کوچک گفته می‌شود.

اعتباردهی خرد به گسترش پرداخت وام‌های بسیار کوچک به وام گیرندگانی که به‌طور معمول فاقد وثیقه، اشتغال پایدار و سابقه اعتباری قابل اثبات است، گفته می‌شود. این وام نه تنها برای حمایت از کارآفرینی و فقر زدایی طراحی شده‌است، بلکه در بسیاری از موارد جهت توانمند سازی زنان و بالا بردن کل جامعه به وسیلهٔ توسعه انسانی استفاده می‌گردد. در بسیاری از جوامع زنان، فاقد سابقه اشتغال بسیار پایدار که وام دهندگان سنتی به عنوان موارد مورد نیاز جهت اعطای وام به آن استناد می‌کنند، می‌باشند. بسیاری از آن‌ها بی سواد و در نتیجه قادر به تکمیل کارهای اداری مورد نیاز برای دریافت وام‌های معمولی نمی‌باشند. در سال ۲۰۰۹ حدود ۷۴ میلیون مرد و زن (ارزش بالغ بر ۳۸ میلیارد دلار) از این نوع وام استفاده کرده‌اند که به گزارش بانک گرامین میزان موفقیت بازپرداخت آن بین ۹۵–۹۸ درصد بوده‌است.
اعتباردهی خرد بخشی از تأمین مالی خرد است که طیف وسیع‌تری از خدمات مالی، به ویژه حساب‌های پس‌انداز را، به فقرا ارائه می‌نماید. پایه‌گذاری اعتباردهی خرد مدرن را می‌توان هم‌زمان با افتتاح بانک گرامین در بنگلادش و در سال ۱۹۸۳ دانست. بسیاری از بانک‌های سنتی نیز پس از آن اعتباردهی خرد را اگرچه در ابتدا به آن تردید داشتند، همراه با خدمات خود معرفی نمودند. سازمان ملل نیز سال ۲۰۰۵ را سال جهانی اعتباردهی خرد نامید. از سال ۲۰۱۲ اعتباردهی خرد به صورت گسترده‌ای در کشورهای در حال توسعه به کار گرفته شد و به عنوان یک ابزار با پتانسیل بسیار بالا جهت فقر زدایی معرفی گردید. منتقدان نیز استدلال می‌کنند که اعتباردهی خرد تأثیر مثبتی بر روی روابط جنسیتی و فقرزدایی نداشته و بسیاری از قرض گیرندگان را به دام بدهی می‌اندازد و به منزله «خصوصی‌سازی رفاه» است. اولین ارزیابی تصادفی از اعتباردهی خرد، توسط استر دوفلو و دیگر پژوهشگران، نتایج مختلفی را نشان داد که شامل عدم تأثیر بر: مخارج خانوار، برابری جنسیتی، آموزش یا سلامت بود؛ اما تعداد کسب و کارهای جدید در مقایسه با روش سنتی پرداخت به گروه‌های کنترل شده به نسبت یک به سه افزایش یافته بود. استاد دین کارلن از دانشگاه ییل می‌گوید که اگر چه اعتباردهی خرد مزایایی را ایجاد می‌کند اما، آن نوش دارویی که ادعا می‌شود نیست. او همچنین از دسترسی قشرها فقیر به حساب‌های پس‌انداز حمایت می‌کند.

## تاریخچه

### روزهای آغازین
ایده‌های مربوط به اعتباردهی خرد را می‌توان در زمان‌های مختلف تاریخ مدرن مانند انجمن استار باوکت یافت. جاناتان سویفت از وجوه وام ایرلندی قرن‌های هجده و نوزده میلادی الهام گرفته بود. آنارشیست فردگرا، لایسندر اسپونر در مورد مزایای وام‌های کوچک برای فعالیت‌های کارآفرینانه به فقرا به عنوان راهی جهت فقرزدایی مطالبی نوشته است و در حدود همان زمان، اما به‌طور مستقل از اسپونر، فریدریش ویلهلم ریفایزن اولین بانک وام دهی تعاونی جهت حمایت از کشاورزان مناطق روستایی آلمان را تأسیس کرد. در دهه ۱۹۵۰، اختر حمید خان شروع به توزیع گروه گرا اعتبارات در شرق پاکستان نمود. خان از مدل کامیلا، که در آن وام مطابق با ابتکارات مبتنی بر جامعه توزیع می‌شود استفاده می‌نمود. این پروژه به دلیل دخالت بیش از حد دولت پاکستان و سلسله مراتب ساخته شده در جوامع، که افراد مشخصی شروع به اعمال کنترل بیشتر از دیگران بر وام‌ها می‌کنند، شکست خورد.

### اعتباردهی خرد مدرن
ریشه‌های اعتباردهی خرد به صورتی که اکنون از نحوه اجرای عملی آن تجسم داریم، به تأسیس چندین سازمان در بنگلادش به ویژه بانک گرامین مرتبط است. گرامین بانک به‌طور کلی به عنوان اولین مؤسسه مالی اعتباردهی خرد مدرن، در سال ۱۹۸۳ توسط محمد یونس تأسیس گردید. یونس پروژه را در یک شهر کوچک به نام جبرا و با استفاده از سرمایه شخصی خود و به صورت اعطای وام‌های کوچک و با بهره پایین به افراد فقیر روستایی آغاز نمود. گرامین بانک از سازمانهایی مانند BRAC در سال ۱۹۷۲ و ASA در سال ۱۹۷۸ پیروی کرد. اعتباردهی خرد با پیاده‌سازی PRODEM در بولیوی و در سال ۱۹۸۶ به آمریکای لاتین رسید؛ که پس از مدتی به یک بانک انتفاعی به نام BancoSol تغییر نام داد. اعتباردهی خرد خیلی زود توسط صدها مؤسسه در کشورهای جهان سوم مورد استفاده قرار گرفت و به یک ابزار محبوب جهت توسعه اقتصادی تبدیل شد. هر چند بانک گرامین در ابتدا به عنوان یک سازمان غیرانتفاعی وابسته به یارانه‌های دولتی تشکیل شده بود، بعدها و در سال ۲۰۰۲ به یک شرکت تبدیل شد و به گرامین ۲ تغییر نام داد. محمد یونس در سال ۲۰۰۶ موفق به دریافت جایزه نوبل صلح به منظور فراهم آوردن خدمات اعتباردهی خرد برای فقرا گردید.

## اصول

### اصول اقتصادی
موسسات اعتباردهی خرد در ابتدا به عنوان جایگزینی برای “loan-shark” که به نوعی مفهوم نزول خوار را در فارسی القا می‌کند، و به عنوان موسساتی که برای مشتریان خود امتیازاتی اعتباری را قائل می‌شوند به وجود آمدند. اگرچه بسیاری از قرض دهندگان مقادیر کم پول نیز، سازمان‌های غیرانتفاعی بودند که با کمک دولت یا حمایت بخش خصوصی جامعه شروع به کار کردند. در دهه ۱۹۸۰ با وجود اینکه ایدئولوژی غالب در میان موسسات مالی اعتباردهی خرد تحت تأثیر «رویکرد سیستم‌های مالی» نئولیبرالیسم و تبلیغ مؤسسه هاروارد جهت توسعه بین‌المللی بود، اما تجاری سازی اعتباردهی خرد به صورت رسمی در سال ۱۹۸۴ با ایجاد واحد دسا در بانک راکییت اندونزی آغاز شد. بانک مذکور وام‌های خردی موسوم به کوپدس (kupedes) را با نرخ بهره بازار ارائه می‌داد. همچنین کاربرد اقتصاد نئولیبرالیسم در اعتباردهی خرد، بحث‌های زیادی را میان صاحب‌نظران و فعالان این عرصه ایجاد کرده‌است به‌طوری‌که این افراد معتقدند مدیران بانک‌های مذکور مانند محمد یونس به دلیل ثروتمند شدن خودشان اقدام به دادن چنین وام‌هایی می‌کنند. البته اعداد و ارقام، حاکی از آن است که اعطای وام‌های خرد اخلاقی و با بهره کم به گونه‌ای بوده‌است که منافع سرمایه‌گذاران نیز تأمین شده‌است.

### اصل اعطای گروهی وام
اگرچه برای مدت طولانی اصل اعطای گروهی وام به عنوان بخش مهمی از اعتباردهی خرد شناخته می‌شود، ولی واقعیت آن است که این برنامه با دادن وام به افراد آغاز شد و به‌رغم به‌کارگیری حلقه‌های جمعی در دهه ۷۰ بانک گرامین و دیگر موسسات اعتباردهی خرد در ابتدا بر وام‌دهی به افراد متمرکز شدند. از طرف دیگر محمد یونس نیز مردم کشورش را با این ایده که هر شخص توانایی بالقوه تبدیل شدن به یک کارآفرین را دارد، ترغیب می‌کرد. پس از مدتی بانک‌ها با توجه به صرفه‌جویی‌های ناشی از مقیاس دریافتند هزینه‌های مربوط به نظارت بر وام‌ها و دریافت بازپرداخت آن‌ها درحالت گروهی بسیار کمتر از زمانی است که وام‌ها به صورت انفرادی داده شده‌اند، بنابراین به اعطای وام به صورت گروهی روی آوردند. در این حالت نیز اعطای مجدد وام به یک شخص در قالب گروه، مشروط به بازپرداخت موفق دیگر اعضای گروه می‌شد که به این ترتیب مسوولیت پیگیری بازپرداخت وام‌ها از مؤسسه به وام‌گیرندگان منتقل می‌شد.

### اولویت وام‌دهی به زنان
وام‌دهی به زنان اصلی مهم در اعتباردهی خرد به‌شمار می‌رود. البته بانک گرامین در ابتدا به تعداد برابر به زنان و مردان وام اعطا می‌کرد ولی از آنجا که زنان ۹۵ درصد مشتریان بانک را تشکیل می‌دادند و در سراسر جهان نیز ۷۵ درصد وام‌گیرندگان خرد زنان هستند، در دهه ۱۹۸۰ بانک مذکور زنان را در اولویت دریافت وام قرار داد. عامل دیگری که بانک را به این کار واداشت نرخ بالای بازپرداخت از سوی زنان و نیز تمایل آن‌ها به پذیرش وام‌های با مبلغ کمتر نسبت به مردان بود. این دلایل سبب شده‌اند تا بانک‌ها بتوانند میزان وام‌های زیاد خود به زنان را توجیه کنند.

## مثال‌هایی از اجرا اعتباردهی خرد در جهان

### بنگلادش

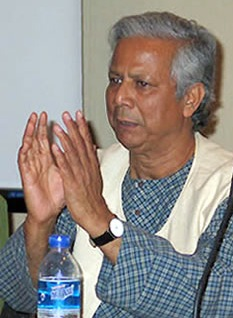
محمد یونس، برنده جایزه نوبل و مؤسس گرامین بانک.

کشور بنگلادش را می‌توان مبدأ تأمین مالی خرد قلمداد کرد. تجربه این کشور در فراهم‌سازی منابع مالی برای واحدهای کوچک، فقیران و گروه‌های خاص به‌ویژه زنان باعث شد که کشورها در اتخاذ راهبرد مناسب برای اعتبارات خرد، تجربه کشور بنگلادش به‌ویژه توفیق گرامین بانک را مورد توجه قرار دهند. برای ارزیابی میزان عملکرد و کیفیت خدمات‌رسانی مالی مؤسسه‌های تأمین مالی خرد در بنگلادش می‌توان به مؤسسه یا طرح‌هایی نظیر گرامین بانک (GB)، کمیته توسعه روستایی بنگلادش (BRAC)، پروژه توسعه روستایی 12 (RDP-12) سازمان نوسازی بنگلادش (BURO)، بنیاد شاکتی (Foundation Shakti)، خدمات روستایی رانجپور دنیاجپور (RDRS) و طرح توسعه سیستم‌های کشاورزی حاشیه‌ای و خرد (MSFSCIP) نام برد. هر چند اهداف تأسیس این مؤسسه‌ها با هم متفاوت است، رویکرد اصلی تأسیس و فعالیت این نوع مؤسسه‌ها حمایت از فقیران و توانمندسازی آنان برای انجام فعالیت‌های اقتصادی و کسب حداقل درآمد است. تمرکز اصلی این مؤسسه‌ها و به‌ویژه گرامین بانک روی گردهمایی پایین درآمدی (طبقات پایین اجتماعی) است و به دلیل درآمد پایین مشتریان و عدم دستیابی به وثیقه سنتی، وام‌دهی فقط از راه تشکیل گردهمایی با تعهد مشترک که به پس‌انداز اجباری ملزم است صورت می‌گیرد. پرداخت‌ها متکی بر سازوکار گروهی است تا شعبه‌ها به بازپرداخت اعتبار خود اطمینان کنند.

### مالزی، اعتبارات خرد و مناطق روستایی
با اجرای برنامه‌های جدید اقتصادی در کشور مالزی طی سال‌های ۹۵–۱۹۸۵، به‌رغم گستردگی فقیران در مناطق روستایی، میزان جمعیت فقیر از ۴۵ درصد به ۱۵ درصد کاهش یافت. دو عامل مهم در گسترش اعطای ترکیبات مالی به فقیران به‌وسیله این طرح شامل حمایت‌های چشمگیر و تأمین مالی دولت و استفاده از راهنمایی‌های کاربردی گرامین بانک است. تجربه نظام پرداخت اعتبار خرد به‌وسیله مؤسسه‌ها و سازمان‌های غیردولتی در کشور مالزی نشان می‌دهد که همانند گرامین بانک، افراد فقیر در قالب گروه‌هایی تقسیم شده و هر گروه بر وام پیشنهادی، نحوه دریافت هزینه وام، نظارت بر وام‌گیرندگان و مسائل خرد و رفاه عمومی اعضا، بررسی‌هایی انجام می‌دهند. قابل توجه این‌که وام‌ها بدون هیچ وثیقه، ضامن، بهره و پیگرد قانونی اعطا می‌شود.

### هند، گروه‌های خودیار و گسترش اعتبارات خرد

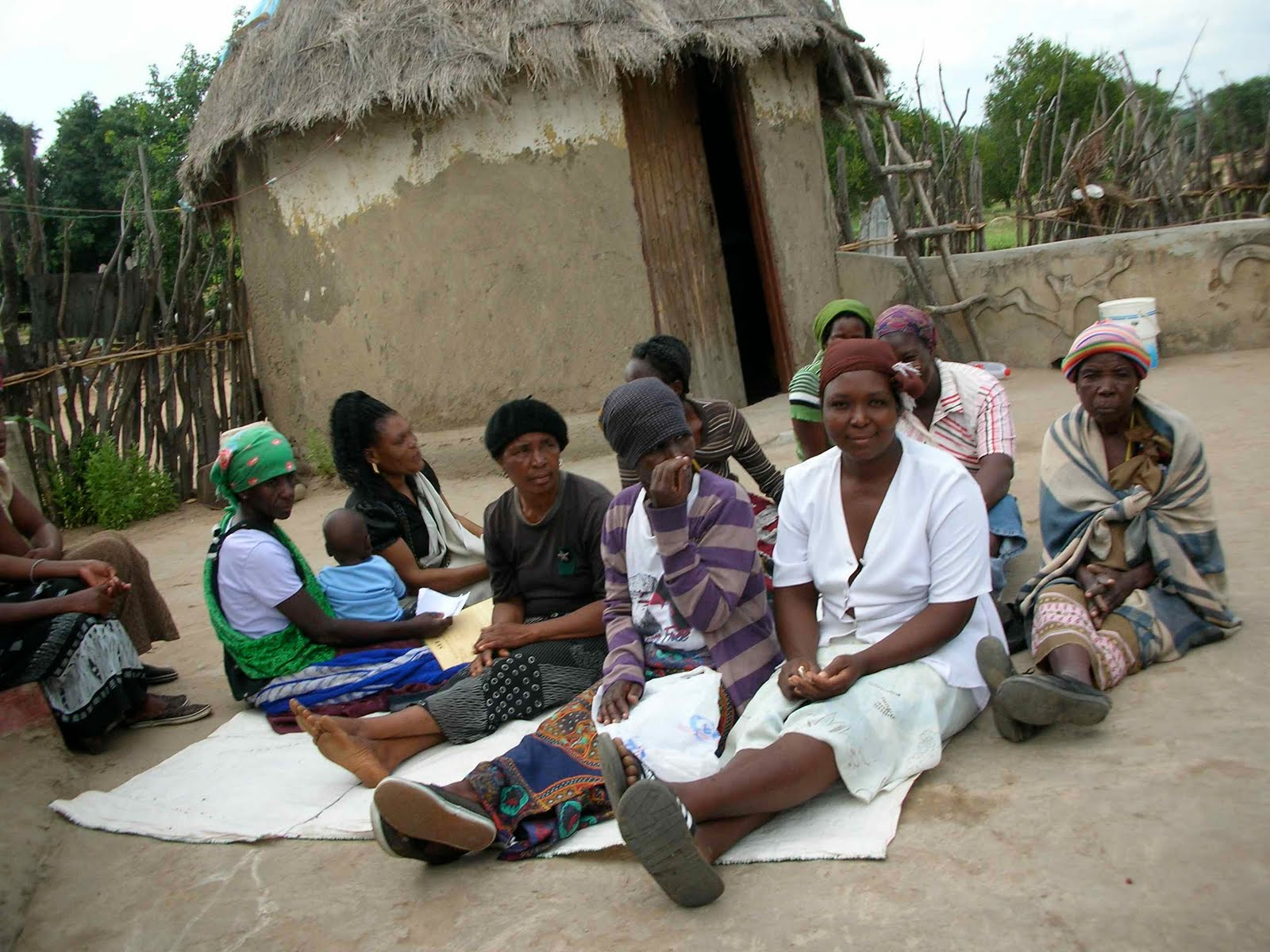
Microfinance meeting in Tzaneen, South Africa. هدایت گروهی نکته کلیدی در اعتباردهی خرد.

تا پیش از آغاز برنامه‌های اصلاحات مالی (دهه ۱۹۹۰)، پرداخت اعتبار و تسهیلات به فقیران در کشور هند به‌صورت برنامه دولتی در قالب یارانه‌ای رایج بود. این دیدگاه میان بسیاری از سیاستمداران و بانکداران حاکم بوده‌است؛ ولی مقررات‌زدایی نظام مالی توانست چشم‌انداز نظام مالی را به تدریج تغییر دهد؛ برای مثال در نتیجه آزادسازی نرخ‌های بهره، بسیاری از بانک‌ها با حمایت بانک ملّی توسعه کشاورزی و روستایی (Koopervasi kredit Rakyat (KKR)) پیوندهایی را با گروه‌های غیررسمی خودیاری فقیران به منظور تجهیز سپرده‌های فقر و اعطای اعتبارات به آن‌ها با نرخ‌های مناسب بهره ایجاد کردند. یکی از بزرگ‌ترین برنامه‌های فقرزدایی در جهان، طرح برنامه توسعه یکپارچه روستایی (IRDP) در هند بود که بیش از ۴۵ میلیون نفر را تحت پوشش قرار داد. اجرای برنامه‌های پیش‌گفته در جهت فقرزدایی مناطق روستایی و اعطای اعتبارات ارزان قیمت به‌وسیله بانک ملّی توسعه کشاورزی و روستایی هند باعث شد که گروه‌های خودیار در این مناطق شکل گیرند که این امر، نقش مهمی در کاهش هزینه‌های عملیاتی، درجه پایداری و خودکفایی مؤسسه‌های مالی خرد دارد. از جمله علل این امر جذب بیشتر پس‌اندازها به وسیله این مؤسسه‌ها است.

### اعتباردهی خرد در کره
بحث اعتبار دهی خرد در سال ۲۰۰۸ میلادی در کره معرفی شد به این ترتیب که دولت اقدام به ایجاد بانک‌های اعتبار دهنده خرد کرد که منابع آن‌ها از سپرده‌های مسکوک و خوابیده (Dormant Saving) تأمین می‌شد. سپرده مسکوت یا خوابیده نوعی از سپرده است که برای سالیان طولانی از آن برداشتی نمی‌شود و در بانک باقی می‌ماند. چنین سپرده‌هایی، حساب مسکوت و خوابیده را تشکیل می‌دهند؛ بنابراین با استفاده از این حساب و همچنین استفاده از وجوه اهدایی از سوی شش شرکت چند ملیتی پیشرو در کره جنوبی شامل سامسونگ، ال جی، پوسکو و غیره، و همچنین وجوه متعلق به پنج بانک تجاری پیشرو در کره جنوبی منابع لازم برای تشکیل بانک اعتبار دهنده خرد جمع‌آوری و در سال ۲۰۰۸ میلادی تأسیس شد. این بانک نزدیک به ۱۰۰ شعبه در مناطق گوناگون ایجاد کرد. وجوه بانک نیز اساساً در جهت وام دهی به خانوارهای کم درآمد و افراد با درجه اعتباری پایین اختصاص یافت. برخی از مردم نیز در کره استدلال می‌کنند که چرا مایی که از درجه اعتباری خوبی برخورداریم نمی‌توانیم از وام‌های بانک اعتبار دهنده خرد بهره‌مند شویم؟ به همین خاطر، اکنون سیاستی که به آن اشاره شد دچار تغییر شده و وام به اشخاصی اختصاص داده می‌شود که رتبه اعتباری خوبی دارند. ویژگی اساسی وام اعتباری خرد نیز از نظر دکتر یونگ یون لی این است که افراد بتوانند بدون ارائه وثیقه و ضامن، وام دریافت کنند.

## اثرات اعتباردهی خرد
پیامدهای اعتباردهی خرد موضوع جنجال‌های بسیاری در چند سال اخیر بوده‌است. طرفداران این برنامه می‌گویند این‌گونه وام‌ها از طریق افزایش اشتغال و درآمد موجب کاهش فقر می‌شوند که در نهایت تغذیه و آموزش بهتر را برای فرزندان وام‌گیرندگان در پی خواهد داشت. همچنین این وام‌ها با توانمند ساختن زنان برای اداره زندگی، کمک شایانی به آن‌ها کرده‌است. حتی در آمریکا و کانادا بسیاری با دریافت این وام‌ها از برنامه‌های تأمین رفاه بی‌نیاز شده‌اند. در مقابل منتقدان این طرح بر این باورند که این وام‌ها نه‌تنها باعث افزایش درآمد نشده بلکه خانوارهای فقیر را در دام بدهی انداخته که در برخی موارد حتی به خودکشی منجر شده‌است. آن‌ها می‌گویند خانوارها پس از دریافت وام، اغلب آن را برای خرید بیشتر کالا صرف می‌کنند تا در یک محل سودآور سرمایه‌گذاری کنند. از سوی دیگر شواهد موجود نشان می‌دهند، این قبیل وام‌ها در بسیاری موارد به ایجاد و رشد یک کسب‌وکار کمک کرده و باعث افزایش خوداشتغالی شده اما پس از پرداخت بهره، لزوماً سبب افزایش درآمد نشده‌است. حتی در برخی موارد نیز وام‌گیرندگان تنها با بدهی حاصل از این وام‌ها روبه‌رو شده‌اند. همچنین هیچ مدرکی دال بر توانمند شدن زنان از طریق این طرح وجود ندارد. به‌طور کلی می‌توان گفت دستاورد وام‌های خرد بسیار کمتر از چیزی است که طرفداران آن ادعا می‌کنند. البته پیامدهای منفی آن نیز به شدتی نیست که برخی منتقدان می‌گویند. البته اعتباردهی خرد فقط یکی از عوامل موفقیت کسب‌وکارهای کوچک محسوب می‌شود چرا که موفقیت این بنگاه‌ها به میزان زیادی متأثر از نوع اقتصاد و بازاری است که در آن فعالیت می‌کنند.

## به سوی بهتر شدن

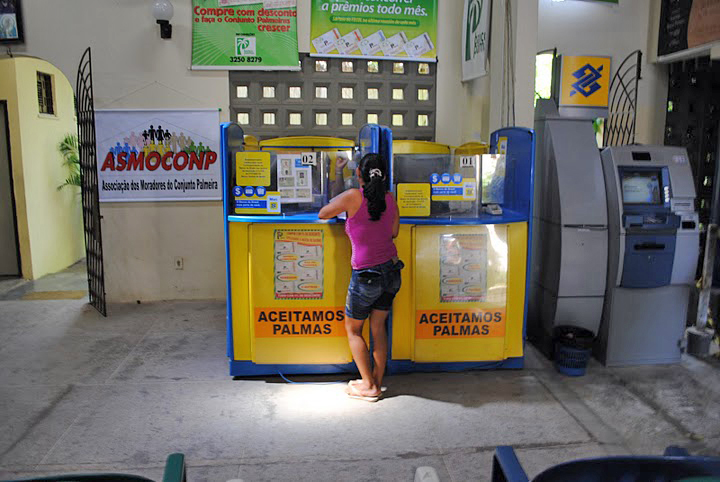
زنی که از بانکو پالماس پول میگیرد.

بسیاری معتقد هستند مشکل اصلی وام‌های خرد این است که تنها اعتبارات را در اختیار وام‌گیرنده می‌گذارند در حالی که اگر این طرح در قالب بسته‌ای از خدمات به مشتریان ارائه شود می‌تواند بسیار مؤثرتر باشد. به عنوان مثال می‌توان این اعتبارات را با تسهیلاتی همچون پس‌انداز، بیمه، طرح توسعه کسب‌وکار و آموزش مدیریت بازار همراه کرد تا به این ترتیب بسیاری از پیامدهای منفی آن نیز برطرف شود. برخی استدلال می‌کنند که کارآفرین موفق کسی است که پس از دریافت یک وام، صلاحیت دریافت وام‌های بزرگ‌تر را به منظور تضمین موفقیت کلی طرح داشته باشد، بنابراین لازم است با ارائه موارد فوق به وام‌گیرندگان، برای تلاش در تحقق این امر گام برداشت.